# Erich Warmuth
Erich Warmuth (geb. vor 1908; gest. nach 1928) war ein deutscher Eishockeyspieler, der meist als Verteidiger spielte, aber auch im Tor und im Angriff zum Einsatz kam.
Warmuth spielte von 1908 bis 1928 für den SC Charlottenburg und war damit einer der ersten Eishockeyspieler in Deutschland. Seine größten Erfolge waren die deutschen Vize-Meisterschaften 1912, 1923, 1926 und 1927 sowie die Berliner Meisterschaft 1927.
Von 1911 bis 1914 nahm Warmuth mit der deutschen Nationalmannschaft (die eigentlich eine Berliner Auswahl war) an Europameisterschaften teil. Mit dem Nationalteam wurde er zweimal Zweiter und einmal Dritter der Europameisterschaft. Bei der EM 1912 verletzte er sich im entscheidenden Spiel und ermöglichte damit der böhmischen Mannschaft den Ausgleich und damit den Turniersieg. Das Turnier wurde allerdings nachträglich annulliert.

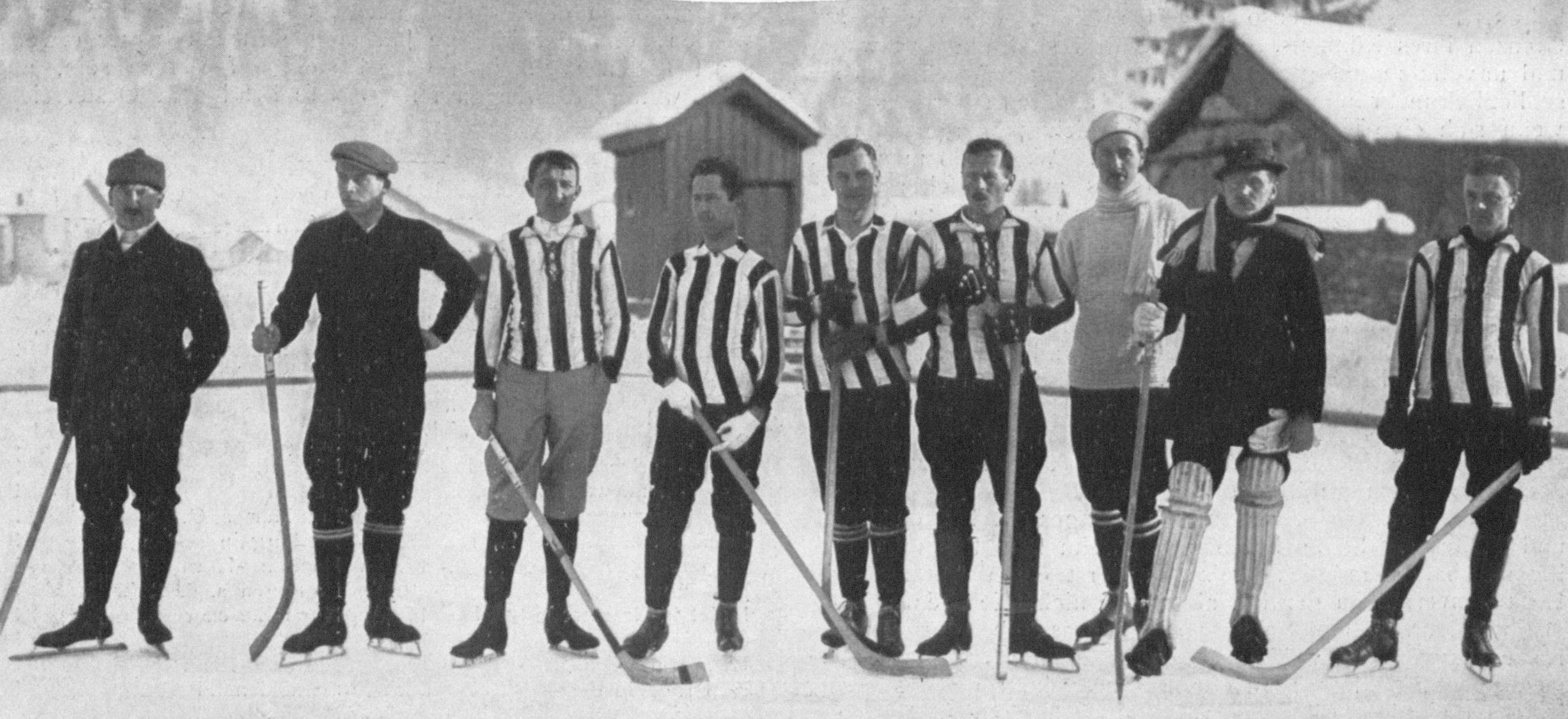
Erich Warmuth (vierter von links) im Dress des Berliner Schlittschuhclub beim Coupe de Chamonix 1911

1911 verstärkte Warmuth die Mannschaft der Berliner Schlittschuhclub beim angesehenen Coupe de Chamonix. Die Mannschaft erreichte den zweiten Platz hinter den übermächtigen Oxford Canadians.
Wie zu dieser Zeit üblich, fungierte Warmuth gelegentlich auch als Schiedsrichter, so z. B. 1913 beim EM-Spiel zwischen Österreich und Böhmen und beim Ringhoffer-Pokal 1913.